# Lorena
Lorena (francosko Louréne, Lorraine, nemško Lottringe, luksemburško Loutrengen) je kulturno-zgodovinska regija v severovzhodni Franciji, od leta 2016 pa del regije Grand Est. Ime Lorena izhaja iz srednjeveškega kraljestva Lotaringija, ki se je imenovala po cesarju Lotarju I. ali kralju Lotarju II. Kasneje je vladal vojvodini Loreni, preden si jo je leta 1766 priključila Kraljevina Francija.
Danes ta severovzhodna francoska pokrajina leži ob meji z Belgijo, Luksemburgom in Nemčijo. Pomembnejši mesti sta glavno mesto Metz in nekdanje glavno mesto Lorenskega vojvodstva Nancy.
Od leta 1982 do januarja 2016 je bila Lorena upravna regija Francije. Leta 2016 se je v okviru reorganizacije vključila v novo regijo Grand Est. Nekdanjo regijo Loreno so sestavljali štirje departmaji Meurthe-et-Moselle, Meuse, Moselle in Vosges (z zgodovinskega vidika je bil v regiji tudi departma Haute-Marne), s skupaj 2337 občinami. Metz je regionalna prefektura. Največje metropolitansko območje Lorene je Nancy, ki se je stoletja razvijal kot sedež vojvodine.

## Geografija
Lorena je bila edina francoska regija, ki je mejila na tri države: Belgijo (Valonija), Luksemburg in  Nemčijo (deželi Posarje in Porenje - Pfalška), vse na severu. Na vzhodu je mejila na Alzacijo, na jugu na Franche-Comté, na zahodu pa na Šampanjo-Ardene. Leži na območju Lorenske planote.

## Zgodovina
Regija je nastala na ozemlju zgodovinskega Lorenskega vojvodstva, ki je v letih od 1737 do 1766 postopno prešlo pod Francijo, poleg tega pa je zajemala tudi ozemlja, ki so bila ločena od vojvodstva: Barrois, Tri škofije in nekaj manjših kneževin, ki so bile v času francoske revolucije še vedno del Svetega rimskega cesarstva.
Tri škofije so bile ozemlja okoli Metza, Verduna in Toula, ki so se izločile iz Svetega rimskega cesarstva v 16. stoletju in padle pod francosko oblast. Zahodni del Barroisa je bil vključen v francosko ozemlje že v zgodnjem 14. stoletju, medtem ko je večinski del, poznan kot Vojvodstvo Bar, prvotno v Svetem rimskem cesarstvu, bil združen z Loreno v 15. stoletju s poroko med Barskim vojvodom Renejem I. in hčerko lorenskega vojvode Izabelo, vendar sta bili ozemlji formalno še vedno  vsaka zase vse do vključitve v Francijo leta 1766. 
Ob ustanavljanju regij sredi 20. stoletja so se Barrois, Tri škofije in Lorena združile v enotno regijo Loreno.

### Lorenski križ
Med drugo svetovno vojno je bil lorenski križ sprejet kot uradni simbol svobodnih francoskih sil (francosko Forces Françaises Libres ali FFL) pod de Gaullom. Kapitan korvete Georges Thierry d'Argenlieu je predlagal sprejetje Lorenskega križa kot simbola svobodne Francije.
V splošni uredbi št. 2 z dne 3. julija 1940 je podpredsednik Émile Muselier, vodja pomorskih in zračnih sil svobodne Francije dveh dni, ustvaril zastavo, ki je prikazovala francoske barve z rdečim lorenskim križem in kokardo, tudi s križem.
De Gaulle se je spomnil svoje domače vasi Colombey-les-Deux-Églises z ogromnim 44,3-metrov visokim lorenskim križem.

## Gospodarstvo
Z 44 milijardami evrov (leta 2000) Lorena ustvarja 3,4% francoskega BDP. Kljub razvrstitvi na 11. mesto po prebivalstvu, se uvršča na 8. mesto po BDP med 22 francoskimi regijami, s čimer je ena glavnih gospodarskih proizvajalcev v državi, skupaj z Alzacijo in Île-de-Francom (Pariz). V logističnih in storitvenih sektorjih je v zadnjih letih največja rast. Tradicionalne industrije (tekstil, rudarstvo, metalurgija) so se zaradi prestrukturiranja in selitve nekaterih delovnih mest zmanjšale. Posledično se je regija borila z naraščajočo brezposelnostjo, čeprav je stopnja še vedno pod nacionalnim povprečjem. Leta 1997 je bil zaprt zadnji rudnik železove rude; včasih so proizvedli več kot 50 milijonov ton železa.

## Kuhinja
Uporabo krompirja je v Loreni mogoče izslediti od leta 1665. Uporablja se v različnih tradicionalnih jedeh v regiji, kot je potée lorraine. Krompir Breux, ki se imenuje po vasi Breux na severu Meuse, velja za odličnega zaradi odličnih pogojev za njegovo gojenje.
Prekajena slanina je tudi tradicionalna sestavina kulinarike Lorene. Uporablja se v različnih tradicionalnih jedeh, vključno s slavnim Quiche Lorraine. Mirabela je simboličen plod Lorene. Uporablja se za pite in druge sladice, pa tudi za pripravo alkoholnih pijač.
Tradicionalne jedi v regiji so:
- Quiche Lorraine ali Lotarinška špehovka (vrsta pite z nadevom iz slanine in sira)
- Pâté lorrain (sesekljano svinjsko in telečje meso, aromatizirano z belim vinom, pečeno v pecivu)
- Potée lorraine (dušeno dimljeno meso in klobasa, zelje, krompir in druga korenasta zelenjava)
- Andouille (klobase iz drobovine)

Tradicionalni siri so: Carré de l'Est, Brouère, Munster-géromé, Tourrée de l'Aubier.
Sladice so: magdalence, makroni, rum baba, sladoled Plombières, razne torte (z mirabelami, borovnicami, rabarbaro, skuto, ...)
Čaj in korenje se v Loreni še vedno uporabljata skupaj. Izvor tradicije je iz srednjega veka. Vitezi so uživali črni čaj in lokalno korenje (poimenovano Karotewasser v Nemčiji); korenje bi potopili v tekočino, da bi popivnala čaj. Ljudje zdaj to razumejo kot da obstajajo koristi za zdravje zaradi uživanja antioksidantov čaja in beta karotena korenja.